# أيفي ديوك
أيفي ديوك (بالإنجليزية: Ivy Duke)‏ هي ممثلة بريطانية (وحملت سابقاً جنسية المملكة المتحدة لبريطانيا العظمى وأيرلندا)، ولدت في 9 يونيو 1896 في المملكة المتحدة، وتوفيت في 8 نوفمبر 1937.

## وصلات خارجية
- أيفي ديوك على موقع IMDb (الإنجليزية)
- أيفي ديوك على موقع قاعدة بيانات الفيلم (الإنجليزية)